# A la lima y al limón
A la lima y al limón, es una copla, compuesta por León y Quiroga para Conchita Piquer y publicada en 1940.

## Descripción
La letra recrea la situación de la vecinita de enfrente, una mujer poco agraciada físicamente y de las que todos hacen burla, porque se quedará soltera. Situación esta que para una mujer en la España de la época resultaba ser un auténtico oprobio. Sin embargo, hacia el final de la canción el argumento da un giro, pues ya en la treintena, la doncella por fin encuentra un marido, 20 años mayor, pero magistrado. En el contexto de la época, se resalta que el único papel socialmente aceptable que le espera a la mujer es el de encontrar marido y convertirse en ama de casa.
El tema se convirtió en el número uno en la lista de los más populares de aquel 1940 en España.

## Versiones
ha sido versionada, entre otros, por los siguientes artistas: Estrellita Castro (1941), Conchita Bautista (1962) y La Pequeña Compañía (1979).